# 112-та окрема бригада територіальної оборони (Україна)
112-та окрема бригада територіальної оборони (112 ОБрТрО, в/ч А7040) — кадроване в мирний час формування Сил територіальної оборони Збройних сил України у місті Києві. Бригада перебуває у складі Регіонального управління «Північ» Сил ТрО. Входить до складу 12-го армійського корпусу.

## Історія
20 грудня 2017 року на базі Київського міського збірного пункту з військовими комісарами обласних військових комісаріатів оперативного командування «Північ» їх заступниками та військових комісарів районних військових комісаріатів міста Київ та Київської області проведене заняття з питання порядку формування і підготовки бригади територіальної оборони.
Керівним складом оперативного командування «Північ» на навчальних місцях організовано та практично проведені основні питання щодо формування та підготовки бригади територіальної оборони. Розглянуті питання мобілізаційного розгортання, проведення професійно-психологічного відбору, розміщення, харчування військовослужбовців, організації медичного огляду, зв'язку, завдань та заходів РХБ захисту, прийому техніки національної економіки, проведення бойового злагодження бригади територіальної оборони.
13—19 травня 2019 року у Києві відбувалися навчання з планування оборони Києва та індивідуальної підготовки офіцерів підрозділів 112-ї бригади територіальної оборони. Командно-штабні навчання проходили на базі Київського міського військового комісаріату. Серед офіцерів управління бригади та шести окремих батальйонів як бойові офіцери, так й випускники військових кафедр цивільних вишів, які раніше не проходили військової служби. Більшість залучених офіцерів — резервісти, яких на час навчань призвали на навчальні збори. За ними зберігається місце роботи та середній заробіток, також вони отримують грошові виплати за час проходження зборів, який суттєво зростає при укладанні контракту-резервіста.
Після початку повномасштабного російського вторгнення 24 лютого 2022 року під час оборони Києва бригада вела бої з окупантами на броварському і гостомельському напрямку, у Бучі, Ірпені, Мощуні та Чорнобилі. Після вигнання окупантів з Київської області підрозділи бригади були передислоковані і ведуть бойові дії на сході України.
28 липня 2023 року 112 окрема бригада територіальної оборони Сил територіальної оборони Збройних Сил України указом Президента України Володимира Зеленського відзначена почесною відзнакою «За мужність та відвагу».

## Емблема
В емблемі бригади — стилізоване зображення золотого Луку зі стрілою, вписаного в золоте коло, який є центральним елементом сотенних прапорів Київського козацького полку.

## Структура
- управління (штаб) 112-ї ОБрТрО[11]
- 3-й батальйон[12]

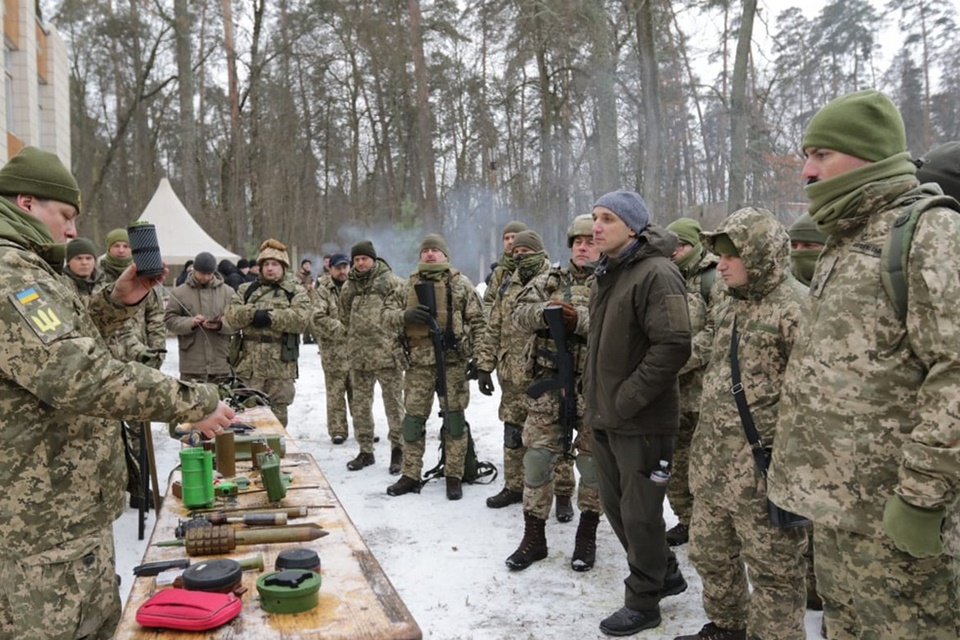
Заняття на загальних зборах бригади, 5 лютого 2022

- 11-й окремий батальйон спеціального призначення[13]
- 126-й окремий батальйон територіальної оборони (Дарницький р-н)[11]
- 127-й окремий батальйон територіальної оборони (Деснянський р-н)[11]
- 128-й окремий батальйон територіальної оборони (Дніпровський р-н)[11] - до липня 2025 року ( з серпня 2025 року - 128-й окремий батальйон матеріального забезпечення у складі 20-го армійського корпусу ЗС України)
- 129-й окремий батальйон територіальної оборони (Оболонський р-н, в/ч А7295)[14][11]
- 131-й окремий батальйон територіальної оборони (Святошинський р-н)[11]
- 244-й окремий батальйон територіальної оборони (Оболонський р-н)[15][11]
- РУБпАК «Вершники»[16]
- Рота розвідки[11]
- Авторота[11]
- Рота матеріально-технічного забезпечення[11]
- Рота зв'язку[11]
- Зенітний взвод[11]
- 10-та окрема інженерна рота

## Командування
- (2018—2021) підполковник Білосвіт Микола Володимирович[17]
- (2022—2023) полковник Павлій Олександр Степанович[18]
- (з вересня 2023) полковник Косенко Владислав Васильович[19][20]

## Участь у бойових діях
У 2022 році, під час російського вторгнення в Україну, бійці 112-ї БТрО, використовуючи український ПТРК «Стугна», спалили п'ять одиниць російської техніки під час бою біля села Скибин, Київська область. Зокрема, було знищено два танки, один БМП, один БТР та один броньований автомобіль.
11 жовтня 2022 року в селі Бахмутське, захищаючи місто Бахмут, героїчно загинув солдат 112- окремої бригади територіальної оборони Збройних Сил України Головатий Володимир Валентинович 1982 р.н.
17 жовтня 2022 року у ході контрнаступу на Херсонському напрямку загинув військовослужбовець 11 окремого батальйону спеціального призначення 112-ї окремої бригади територіальної оборони Збройних Сил України — Попович Михайло 1988 р.н.
10 травня 2023 року у бою за Бахмут, на околиці с. Іванівське у складі 128 Об ТрО, 112 бригади, загинув Мельниченко Владислав Володимирович «Папай» 1972 року народження.
17 травня 2023 року у бою за Бахмут у складі 112 бригади, загинув Ковальов Олег Сергійович 1970 року народження.
3 січня 2024 року у бою за Бахмут, біля с. Іванівське у складі 131 батальону, 112 бригади, загинув Майсузенко Віталій Валентинович «Мао» 1980 року народження.

## Втрати

### 2022
- 13 квітня 2022 — Федорівський Сергій Іванович (10 листопада 1993) — загинув у бою з російськими окупантами під час відступу біля Борової, що на Харківщині[23].
- 11 жовтня 2022 — Головатий Володимир Валентинович (1982). Загинув в селі Бахмутське, захищаючи місто Бахмут[24]
- 17 жовтня 2022 — Попович Михайло (1988). Загинув у ході контрнаступу на Херсонському напрямку
- 7 листопада 2022 — солдат Фанта Артем Валерійович

### 2023
- 2 березня 2023 — молодший сержант Рубан Олег Олексійович
- 3 березня 2023 — Щукін Ігор Валерійович «Рибак» (15 грудня 1985). Загинув у бою в н.п. Діброва під Кремінною, Луганської обл. внаслідок прямого попадання міни в окоп.
- 3 березня 2023 —молодший сержант Очеретяний Володимир Володимирович
- 10 травня 2023 - Мельниченко Владислав Володимирович «Папай» (1972) . Загинув у бою за Бахмут, на околиці с. Іванівське.
- 12 березня 2023 — солдат Віхнич Сергій Миколайович
- 6 квітня 2023 — молодший сержант Бойко Андрій. Загинув під час виконання бойового завдання поблизу міста Гуляйполе Запорізької області.[25].
- 7 квітня 2023 — Яковлєв Євген Андрійович («Рижий») молодший сержант 2-ї стрілецької роти. Загинув поблизу с.Діброва, Луганської області
- 15 квітня 2023 —  старший лейтенант Федина Олег Іванович («Метро»), командир 3 стрілецького взводу 2 стрілецької роти. Загинув у бою поблизу с. Діброва, Луганської області[26].
- 18 квітня 2023 — Пісковий Руслан Валерійович («Варяг») старший солдат, Герой України.
- 22 квітня 2023 — Бондаренко Олександр Миколайович ("Бонд") солдат 244 ОБТ ТРО, кавалер Ордену за Мужність
- 28 квітня 2023 — солдат Савченко Ярослав Віталійович
- 17 травня 2023 — Ковальов Олег Сергійович (1970 ) — загинув у бою за Бахмут, наступивши на міну
- 23 червня 2023 — солдат Литвиненко Микола «Блек». Загинув  року під час виконання бойового завдання біля села Іванівське на Донеччині. Витягуючи з-під мінометного обстрілу побратимів, сам отримав важке поранення.
- 30 червня 2023 — Левченко Сергій Володимирович (24 жовтня 1985) — загинув біля н.п. Роздолівка поблизу Бахмута внаслідок влучання КАБ[27].
- 30 червня 2023 — Вітковський Олександр Романович «Іскандер» (22 червня 1997). Загинув біля н.п. Роздолівка поблизу Бахмута внаслідок влучання КАБ[28].
- 2 липня 2023 — старший солдат Дерека Дмитро Олегович «Dexter»
- 6 липня 2023 — сержант Хелемський Леонід Володимирович
- 21 серпня 2023 — Опарастюк Ігор «Гарік» 7 липня 1962. Загинув під час боїв у Донецькій області надаючи допомогу пораненому побратиму[29].
- 13 листопада 2023 — Андрій Герасименко. Загинув під час бою з ворожою ДРГ біля селища Діброва на Луганщині[30].

### 2024
- 3 січня 2024 — Майсузенко Віталій Валентинович «Мао» (3 вересня 1980). Загинув у бою за Бахмут, біля с. Іванівське у складі 131 батальону[31]
- 8 червня 2024 — Парамонов Іван Олександрович (17 січня 1996, м. Київ). Загинув на Харківщині від поранень осколками в шию і серце[32][33][34][35]
- 9 червня 2024 — Дердуль Олександр Анатолійович (1975 р.н.), головний сержант 126-го окремого батальйону. Загинув поблизу населеного пункту Невське Луганської області[36].
- 14 липня 2024 — Пасько Олександр (17 серпня 1978, м. Ніжин). Загинув від осколкових поранень [37].
- 30 серпня 2024 — молодший сержант Павліченко Іван Михайлович (08.01.1991 р.н.), бойовий медик 131 ОБТ. Загинув в н.п. Кислівка Куп'янського району Харківської області отримавши вибухові травми несумісні з життям при евакуації поранених.
- 30 серпня 2024 — старший солдат Скляренко Денис Васильович (01.11.1987 р.н.),  131 ОБТ. Загинув в н.п. Кислівка Куп'янського району Харківської області отримавши вибухові травми несумісні з життям при евакуації поранених.
- ??.??. 2024 - Савченко Микола, 1975 р.н. Під час виконання бойового в районі населеного пункту Максимільянівка Донецької області[38].